# Karolina Baran
Karolina Baran (Września, 2 de setembro de 1994) é uma jogadora de vôlei de praia polonesa.

## Carreira
Com Katarzyna Kociołek disputou a edição do Campeonato Mundial de Vôlei de Praia Sub-21 de 2011 realizado em Umago e conquistaram a medalha de ouro e no ano seguinte foram vice-campeãs na edição de Lárnaca.
Ao lado de Jagoda Gruszczyńska foi campeã da edição do Campeonato Europeu Sub-22 em Fethiye.